# 前詹镇
前詹镇，是中华人民共和国广东省揭阳市惠来县下辖的一个行政建制镇。

## 行政区划
前詹镇下辖以下地区：
新詹社区、前詹村、仕兜村、斗南村、桥头村、港寮村、后寮村、铭东村、铭西村、仙美村、塔兜村、西埔村、古杭村、新乡村、濂溪村、秀水里村、石峻村、詹厝田村、新陂村、沟疏村和赤沃村。